# Nazionale maschile under 20 di calcio del Qatar
La Nazionale di calcio del Qatar Under-20 è la squadra di calcio nazionale giovanile del omonimo stato asiatico ed è posta sotto l'egida della Federazione calcistica del Qatar.
La squadra vanta quattro partecipazioni al Campionato mondiale di calcio Under-20, la prima nel 1981 anno in cui la squadra arrivò a sorpresa al secondo posto nella competizione dietro la Germania.
Invece nel AFC Youth Championship la squadra vanta ben 15 presenze, la prima nel 1980 e come miglior risultato la vittoria nel 2014.

## Partecipazioni a competizioni internazionali

### Mondiali Under-20
| Anno | Luogo               | Piazzamento     | V | N | P | Gol |
| ---- | ------------------- | --------------- | - | - | - | --- |
| 1977 | Tunisia             | Non iscritto    | - | - | - | -   |
| 1979 | Giappone            | Non iscritto    | - | - | - | -   |
| 1981 | Australia           | Secondo posto   | 3 | 1 | 2 | 7:9 |
| 1983 | Messico             | Non qualificato | - | - | - | -   |
| 1985 | Unione Sovietica    | Non qualificato | - | - | - | -   |
| 1987 | Cile                | Non qualificato | - | - | - | -   |
| 1989 | Arabia Saudita      | Non qualificato | - | - | - | -   |
| 1991 | Portogallo          | Non qualificato | - | - | - | -   |
| 1993 | Australia           | Non qualificato | - | - | - | -   |
| 1995 | Qatar               | Primo turno     | 0 | 1 | 2 | 1:4 |
| 1997 | Malaysia            | Non qualificato | - | - | - | -   |
| 1999 | Nigeria             | Non qualificato | - | - | - | -   |
| 2001 | Argentina           | Non qualificato | - | - | - | -   |
| 2003 | Emirati Arabi Uniti | Non qualificato | - | - | - | -   |
| 2005 | Paesi Bassi         | Non qualificato | - | - | - | -   |
| 2007 | Canada              | Non qualificato | - | - | - | -   |
| 2009 | Egitto              | Non qualificato | - | - | - | -   |
| 2011 | Colombia            | Non qualificato | - | - | - | -   |
| 2013 | Turchia             | Non qualificato | - | - | - | -   |
| 2015 | Nuova Zelanda       | Primo turno     | 0 | 0 | 3 | 1:7 |
| 2017 | Corea del Sud       | Non qualificato | - | - | - | -   |
| 2019 | Polonia             | Primo turno     | 0 | 0 | 3 | 0:6 |
| 2023 | Indonesia           | Non qualificato | - | - | - | -   |

### Campionato asiatico AFC U-20
| Luogo / Anno | Piazzamento      |
| ------------ | ---------------- |
| 1980         | Secondo posto    |
| 1982         | Non qualificato  |
| 1985         | Non qualificato  |
| 1986         | Quarto posto     |
| 1988         | Terzo posto      |
| 1990         | Quarto posto     |
| 1992         | Primo turno      |
| 1994         | Primo turno      |
| 1996         | Primo turno      |
| 1998         | Primo turno      |
| 2000         | Non qualificato  |
| 2002         | Primo turno      |
| 2004         | Quarti di finale |
| 2006         | Non qualificato  |
| 2008         | Non qualificato  |
| 2010         | Non qualificato  |
| 2012         | Primo turno      |
| 2014         | Campione         |
| 2016         | Primo turno      |
| 2018         | Semifinale       |
| 2023         | Primo turno      |

## Tutte le rose

### Mondiali
Campionato del mondo Under-20 19811 Y. Ahmed, 2 Al-Suwaidi, 3 A. Mubarak, 4 Khalifah, 5 Malallah, 6 S. Sultan, 7 K. Sultan, 8 Afifah, 9 Bilal, 10 Salem, 11 Daham, 12 Zaid, 13 Bakheet, 14 Khalfan, 15 E. Ahmed, 16 Salman, 17 M. Mubarak, 18 Al-Majed, CT: Evaristo
Campionato del mondo Under-20 19951 Ali Mohd, 2 Al Rumaihi, 3 Salem, 4 Al Kuwari, 5 Ad. Jassim, 6 Al Ansari, 7 Al Ishaq, 8 Al-Enazi, 9 Al Harami, 10 Naser, 11 Al Khanji, 12 Am. Jassim, 13 Abdulrahman, 14 Al Muhazaa, 15 Al Binali, 16 Al Mulla, 17 Al Dosari, 18 Rahman, CT: Larsen
Campionato del mondo Under-20 20151 Hassan, 2 Al-Muhaza, 3 Al-Abdulrahman, 4 Abdulsalam, 5 Abdou, 6 Al-Hajri, 7 Al-Jalabi, 8 Moein, 9 Brahmi, 10 Afif, 11 Al-Kuwari, 12 Mohamed, 13 Al-Bakri, 14 Al-Saadi, 15 Al-Brake, 16 Anad, 17 Al-Rawi, 18 Madibo, 19 Ali, 20 Salman, 21 Naim, CT: Sánchez
Campionato del mondo Under-20 20191 Zakaria, 2 Peer, 3 Al-Minhali, 4 A. Ali, 5 Aymen, 6 Al Yazidi, 7 Umaru, 8 Syahputra, 9 Abdurisag, 10 Mohammed, 11 Nasser, 12 Ahmed, 13 Malolah, 14 Palangi, 15 Mamdouh, 16 H. Ali, 17 Waad, 18 Ellethy, 19 A. Suhail, 20 Yasser, 21 Badreldin, CT: Pinheiro

## Allenatori
- Evaristo de Macedo
- José Faria (1979)
- Evaristo de Macedo
- João Francisco (1985-86)
- Celso Roth (1991-92)
- Márcio Máximo (1994)
- Jørgen E. Larsen (1995)
- Alejandro Sabella (1995)
- Marcelo Buarque (1997)
- Ruud Doctor (2001-03)
- Roberto Landi (2005-06)
- Tiny Ruys (2006-2011)
- Marcel Van Buuren (2011-2013)
- Felix Sànchez (2013-2020)